# Kolovraty (Litohoř)
Kolovraty (německy Kollowrat) jsou osada v okrese Třebíč v kraji Vysočina. Jde o místní část obce Litohoř. Kolovraty mají typickou ulicovou zástavbu podél silnice I/38, dnes již srostlou se zástavbou Litohoře. Nacházejí se asi 4 km severozápadně od Moravských Budějovic a asi 24 km jihovýchodně od centra Třebíče.
Původní zástavba Kolovrat, ač je již srostlá se zástavbou Litohoře, je stále v mapách a leteckých snímcích zřetelná. Je zde registrováno 20 čísel popisných, zhruba 110 až 116 po západní straně a 120 až 130 po východní straně silnice (jsou zde i ojedinělá vyšší čísla), přičemž některá čísla popisná (např. 124, 125, 127 a 128) již neexistují. Východně od Kolovrat protéká říčka Jakubovka.

## Historie
Osada byla založena kolem roku 1780 a byla pojmenována podle šlechtického rodu Kolovratů. První matriční zápis (v úmrtní matrice) pochází však až z dubna 1789. V roce 1834 žilo v Kolovratech 158 obyvatel ve 25 domech. V roce 1960 Kolovraty ztratily status části obce a byly sloučeny s Litohoří, domy byly přečíslovány.
| Rok            | 1869 | 1880 | 1890 | 1900 | 1910 | 1921 | 1930 | 1950 |
| -------------- | ---- | ---- | ---- | ---- | ---- | ---- | ---- | ---- |
| Počet obyvatel | 157  | 169  | 157  | 146  | 155  | 145  | 129  | 113  |
| Počet domů     | 25   | 29   | 29   | 29   | 29   | 29   | 31   | 31   |